# Гвардейская улица (Владикавказ)
Гвардейская улица — улица во Владикавказа, Северная Осетия, Россия. Находится в Промышленном муниципальном округе между улицами Пожарского и Чапаева. Начинается от улицы Чапаева.
Гвардейская улица пересекается с улицами Молодёжной и Минина. На Гвардейской улице заканчиваются улицы Дзарахохова, Бутаева и переулок Керченский.
Улица образовалась в середине XX века. 17 июня 1947 года Орджоникидзевский горисполком присвоил восточной стороне кварталов 561, 564, 565 наименование «Гвардейская улица».